# Гладуин, Джордж
Джордж Уи́льям Гла́дуин (англ. George William Gladwin; 28 марта 1907 — дата смерти неизвестна) — английский футболист. Выступал на позициях правого хавбека и инсайда. Наиболее известен по выступлениям за английские клубы «Донкастер Роверс» и «Манчестер Юнайтед».

## Футбольная карьера
Уроженец Уэрксопа, Гладуин начал карьеру в местном клубе «Уорксоп Таун», параллельно работая кирпичником.
После завершения сезона 1929/30 у «Донкастер Роверс» была нехватка денег, и клуб не смог выплатить летние зарплаты многим своим игрокам. Из-за этого многие футболисты покинули клуб, и к началу сезона 1930/31 в «Донкастере» осталось только 16 игроков. После этого «Донкастер» набрал в клуб новых игроков, среди которых был и Джордж Гладуин. Вскоре он стал игроком основного состава, выступая на позициях инсайда или правого хавбека. В сезоне 1934/35 помог «Донкастеру» выиграть Третий северный дивизион Футбольной лиги и выйти во Второй дивизион. В следующем сезоне команда избежала вылета из Второго дивизиона, но в сезоне 1936/37 команда выбыла в Третий дивизион.
Сыграв за «Донкастер Роверс» в лиге 226 матчей и забив 22 мяча, в феврале 1937 года Гладуин покинул команду и перешёл «Манчестер Юнайтед», выступавший в Первом дивизионе, за 3000 фунтов. Дебютировал за «Юнайтед» 27 февраля 1937 года в матче против «Челси», отметившись в нём забитым мячом. Всего в оставшейся части сезона провёл за клуб 8 матчей (первые четыре — на позиции правого инсайда и последние четыре — на позиции правого хавбека). Команда сражалась за сохранение места в высшем дивизионе до последнего тура, но проиграла в нём «Вест Бромвичу» 24 апреля 1937 года и завершила сезон на 21-м месте, выбыв во Второй дивизион. В сезоне 1937/38 «Юнайтед» гарантировал себе возвращение в Первый дивизион, а Гладуин провёл за команду семь матчей. В сезоне 1938/39 провёл за команду 12 матчей и помог своей команде завершить последний довоенный сезон в Первом дивизионе на 14-м месте.
Во время войны выступал в качестве гостевого игрока военных лиг за «Барнсли» (1939/40; 2 матча), «Рексем» (1940/41; 1 матч), свой прошлый клуб «Донкастер Роверс» (1941/43; 6 матчей, 1 гол) и «Вест Хэм Юнайтед» (1941/43; 7 матчей).
В 1942 году получил серьёзные ранения в боевых действиях, из-за чего вынужден был завершить карьеру футболиста.

## Достижения
Донкастер Роверс
- Чемпион Третьего дивизиона (Север): 1934/35